# Укрвуглепостач
«Укрвуглепостач» — відкрите акціонерне товариство в підпорядкуванні Міністерства палива та енергетики України.
Створене в 1958 р. як структура Мінвуглепрому з метою забезпечення матеріально-технічними ресурсами підприємств вугільної промисловості. Акціонерне товариство з 1996 р. Статутний фонд — понад 7 млн грн.
Укрвуглепостач напрацював і успішно здійснює цільові програми по забезпеченню підприємств:
1. Гірничошахтним устаткуванням;
2. Металопродукцією;
3. Канатами;
4. Технічною деревиною;
5. Гумотехнічними виробами, зокрема, конвеєрними стрічками, вентиляційними трубами, рукавами й т. д.;
6. Всіма видами паливно-мастильних матеріалів;
7. Гідрорідинами;
8. Вибуховими матеріалами;
9. Електрообладнанням та кабельною продукцією;
10. Засобами індивідуального захисту та ін.

«Укрвуглепостач» успішно співпрацює з вітчизняними та закордонними підприємствами гірничої, металургійної, коксохімічної, нафтопереробної та ін. підгалузей.